# Dhahrania fasciella
Dhahrania fasciella är en fjärilsart som beskrevs av Hans Georg Amsel 1958. Dhahrania fasciella ingår i släktet Dhahrania och familjen fransmalar. Inga underarter finns listade i Catalogue of Life.